# チャサム・タウンFC
チャサム・タウン・フットボールクラブ（Chatham Town Football Club）はイングランド、ケント州、メドウェイ市、チャサムを本拠地とするサッカークラブチームである。2010-2011シーズンはイスミアンリーグ・ディヴィジョン1・サウス（8部相当）に所属。

## 名称変更
- 1894-1974 チャサム・タウンFC
- 1974-1979 メドウェイFC
- 1979-現在 チャサム・タウンFC

## タイトル

### 国内タイトル
- 旧ケントリーグ:5回

1894-1895,1903-1904,1904-1905,1924-1925,1926-1927
- 新ケントリーグ:2回

1979-1980,2000-2001

### 国際タイトル
- なし